# Mölnlycke
Mölnlycke grad je u Švedskoj. Nalazi se na jugu Švedske u provinciji Västra Götaland, 10 km jugoistočno od grada Göteborg. Grad ima 15.289 stanovnika (2008).